# ラインホルト・ベガス
ラインホルト・ベガス（Reinhold Begas、1831年7月15日 - 1911年8月3日）はドイツの彫刻家である。19世紀末ドイツの「新バロック様式」を代表する彫刻家である。

## 略歴
ベルリン、シェーネベルクで生まれた。父親はユグノーを祖先に持ちプロイセン王室の宮廷画家となったカール・ヨーゼフ・ベガスで、姓の綴りをBegasseからドイツ語的なBegasに改めた人物である。兄弟に多くの画家や彫刻家がいる。最初の教育をベルリンの彫刻家、ルートヴィヒ・ヴィルヘルム・ヴィヒマン(Ludwig Wilhelm Wichmann)から受け、1846年から1851年の間は彫刻家のヨハン・ゴットフリート・シャドウが校長を務めていた、ベルリンの美術アカデミーで、クリスティアン・ダニエル・ラウフ(Christian Daniel Rauch)に学んだ。1848年からラウフの工房で働き始め、1852年にアカデミーの展覧会で評価を得た。奨学金を得て、1856年から1858年の間、ローマに留学し、画家のアルノルト・ベックリンやアンゼルム・フォイエルバッハと友人になり、フェルディナンド・シュレート(Ferdinand Schlöth)の影響を受けた。シュレートはローマで活躍したデンマークの新古典主義の彫刻家ベルテル・トルバルセンの影響を受けた彫刻家である
。
1861年にザクセン大公国に招かれ、1860年に創設されたヴァイマルの美術アカデミーの教授に任じられた。友人のアルノルト・ベックリンやフランツ・フォン・レンバッハも教授を務めていた。ベガスは1863年までヴァイマルで教えた後、ベルリンに戻った。1863年から1864年に再びローマに滞在し、1869年と1870年はローマ、パリで働いた。その後はべリリンで主に働いた。
1883年にプロイセン政府からプール・ル・メリット勲章を受勲した。

## 作品

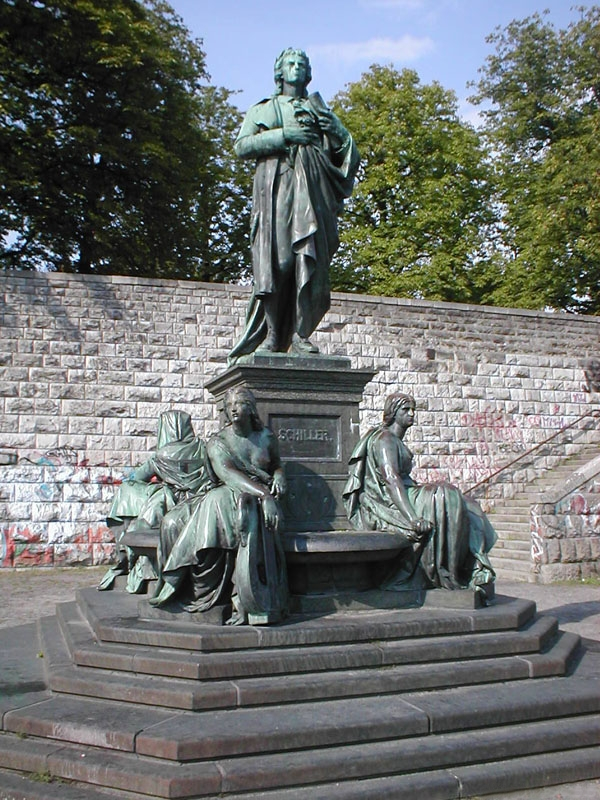
フリードリヒ・フォン・シラーの像
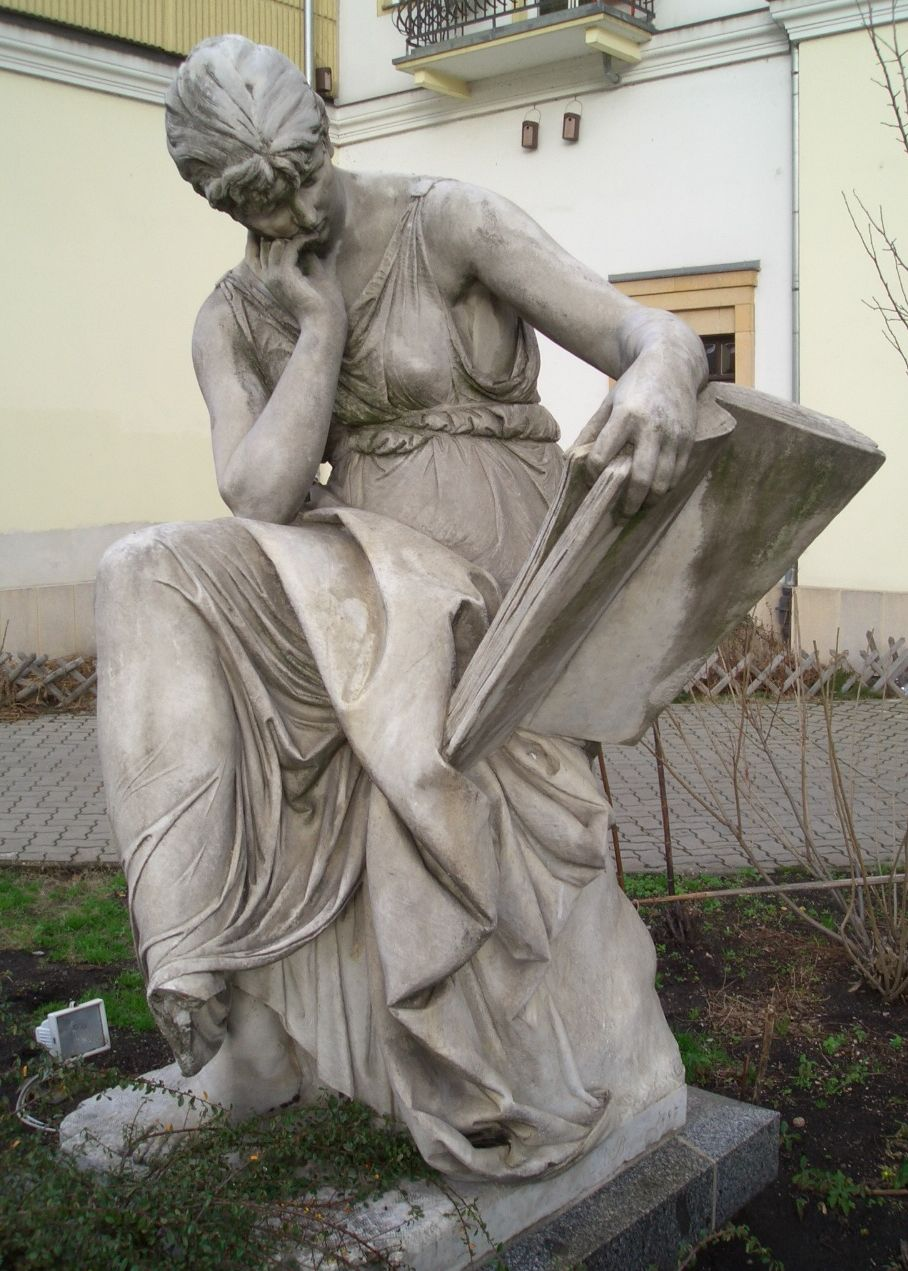
Kriegswissenschaft (1887)
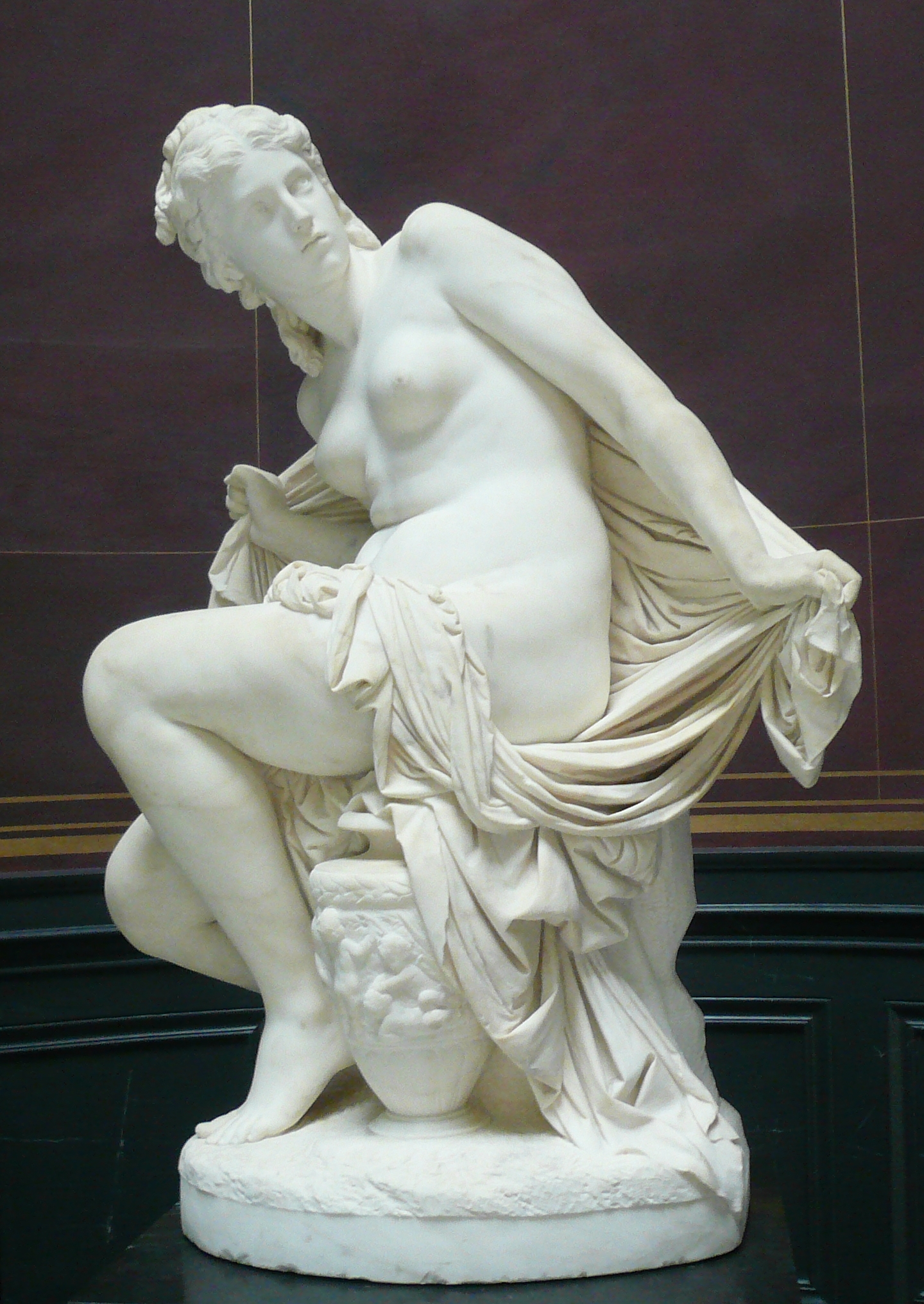
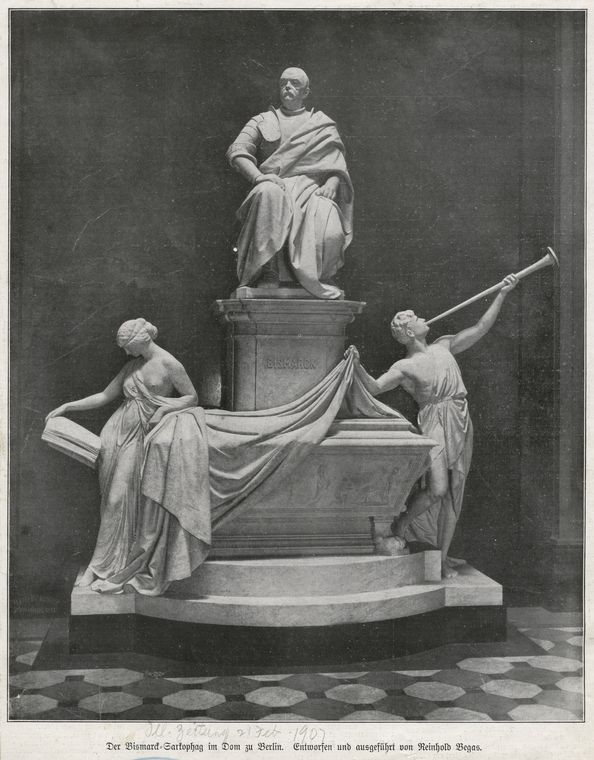
オットー・フォン・ビスマルクの記念碑

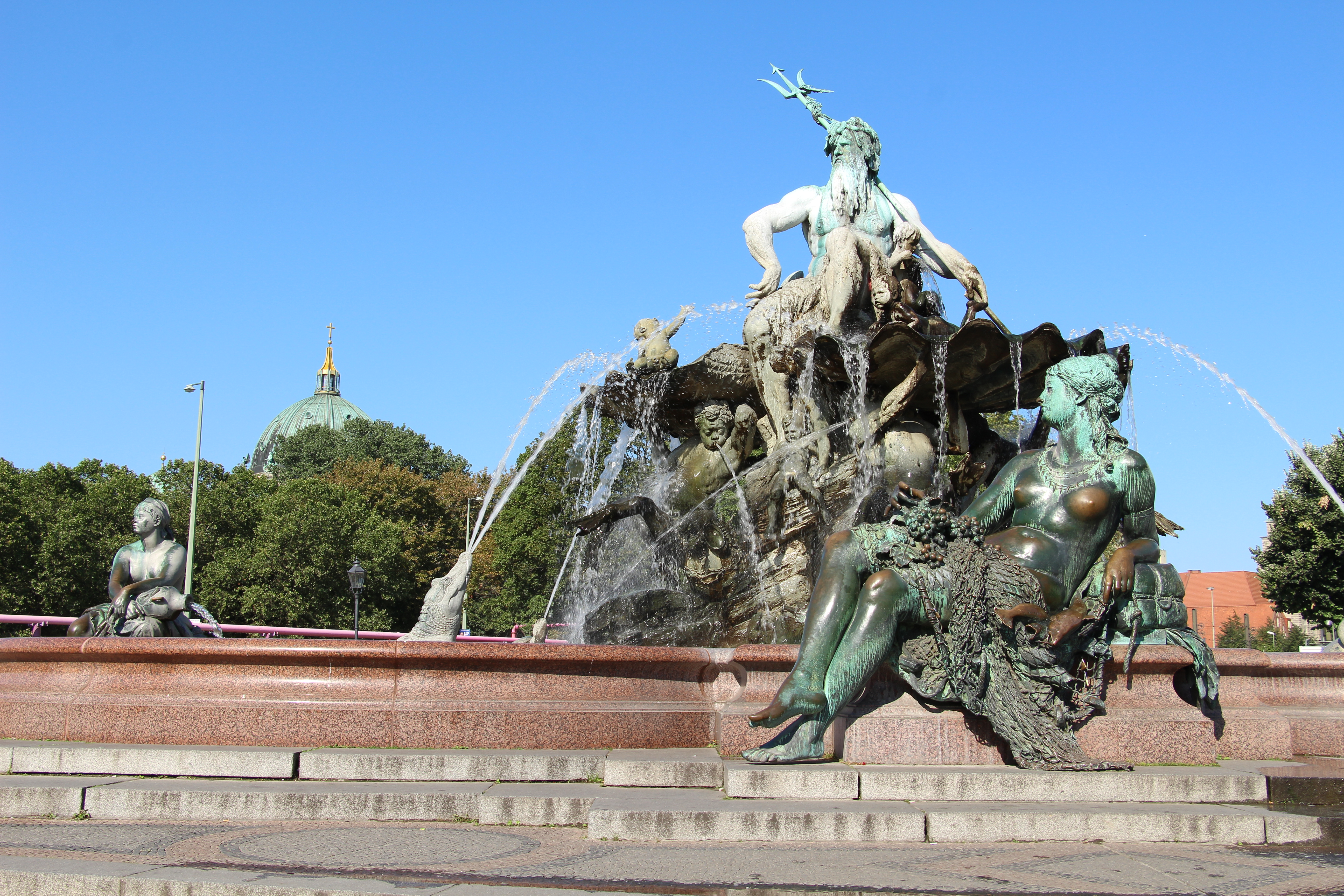
ベルリンのネプチューンの噴水
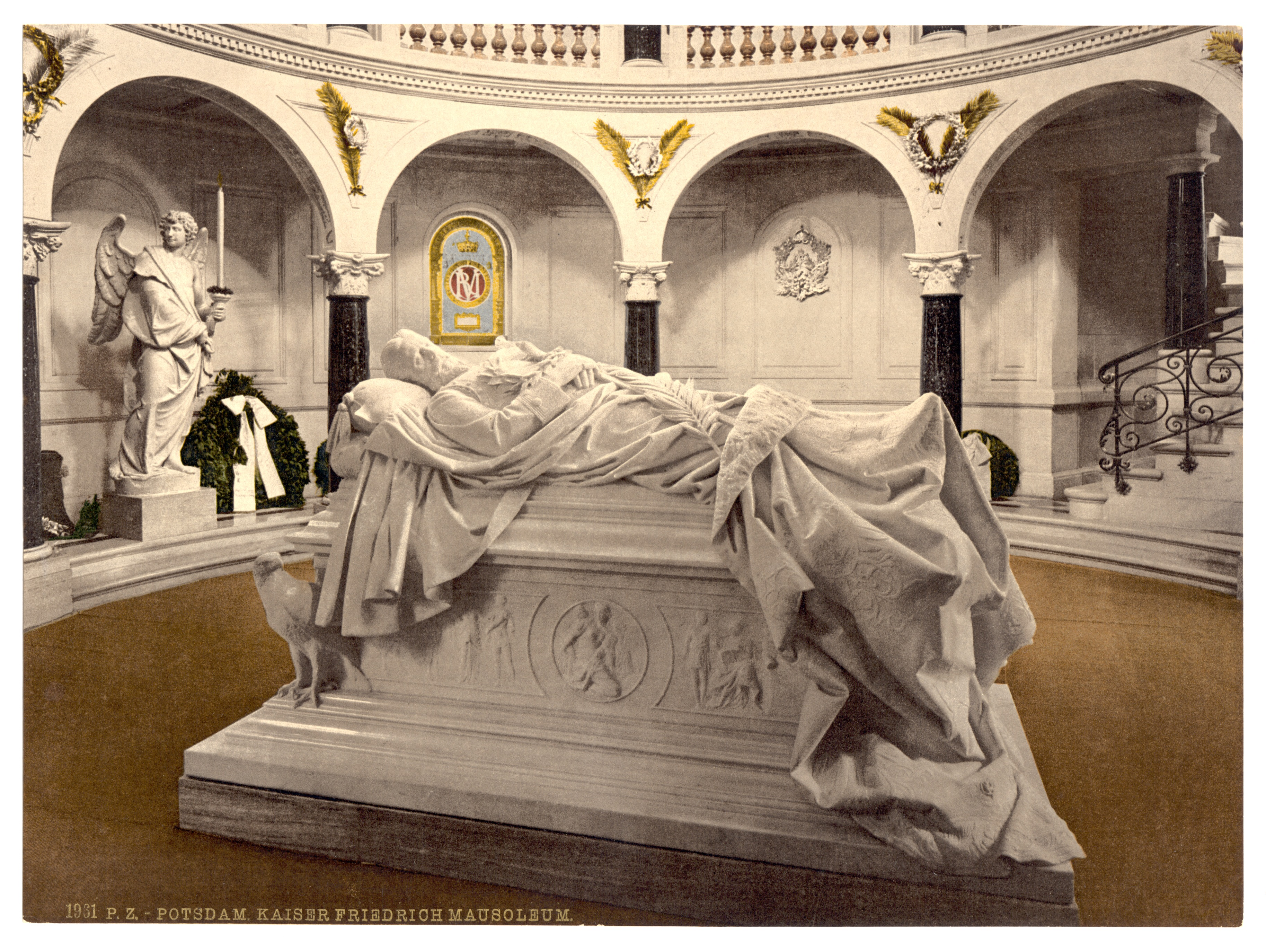
フリードリヒ3世 (ドイツ皇帝)の霊廟
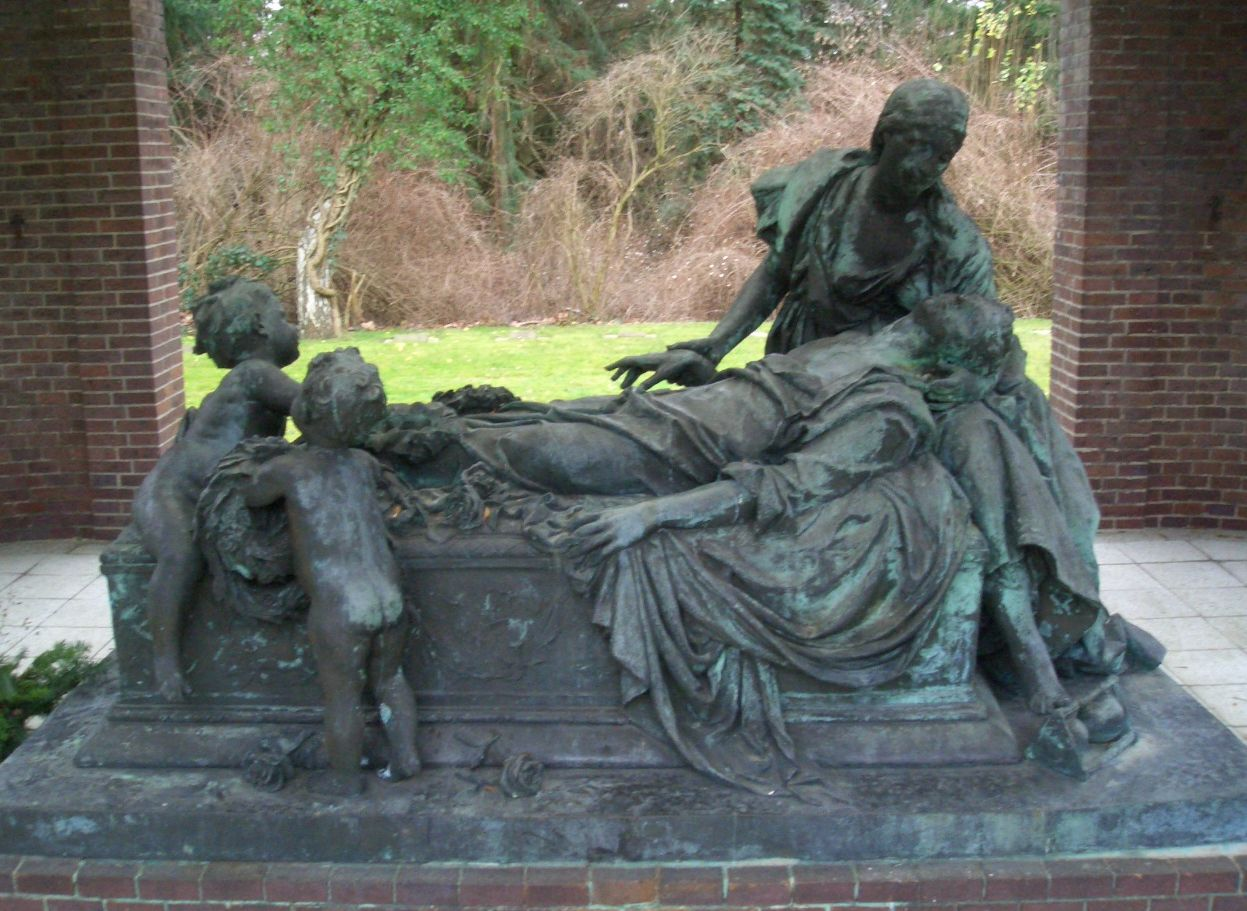